# Hua Hin Challenger 2015
Il Hua Hin Challenger 2015 è stato un torneo professionistico maschile di tennis giocato sui campi in cemento della Hua Hin Centennial Club a Hua Hin, in Thailandia. È stata la prima edizione del torneo e faceva parte dell'ATP Challenger Tour 2015. Il torneo si è giocato dal 2 all'8 novembre.

## Partecipanti
| Nazionalità   | Giocatrice               | Ranking* | Testa di serie |
| ------------- | ------------------------ | -------- | -------------- |
| Taipei cinese | Lu Yen-hsun              | 77       | 1              |
| Russia        | Evgenij Donskoj          | 100      | 2              |
| India         | Yuki Bhambri             | 105      | 3              |
| Israele       | Dudi Sela                | 113      | 4              |
| Giappone      | Tatsuma Itō              | 118      | 5              |
| Spagna        | Adrián Menéndez Maceiras | 140      | 6              |
| Estonia       | Jürgen Zopp              | 147      | 7              |
| Giappone      | Yoshihito Nishioka       | 152      | 8              |

- Ranking al 26 ottobre 2015.

### Altri partecipanti
Giocatori che hanno ricevuto una wild card:
- Puriwat Chatpatcharoen
- Pruchya Isaro
- Warit Sornbutnark
- Kittipong Wachiramanowong

Special exempt:
- Amir Weintraub

Giocatori che sono passate dalle qualificazioni:
- Riccardo Ghedin
- Jirat Navasirisomboon
- Stéphane Robert
- Laurent Rochette

Lucky loser:
- Toshihide Matsui

## Campioni

### Singolare
Yūichi Sugita ha battuto in finale  Stéphane Robert con il punteggio di 6–2, 1–6, 6–3

### Doppio
Lee Hsin-han /  Lu Yen-hsun hanno vinto il torneo a seguito del ritiro di  Andre Begemann /  Purav Raja.